# Брюмат
Брюма́т (фр. Brumath) — коммуна на северо-востоке Франции в регионе Гранд-Эст (бывший Эльзас — Шампань — Арденны — Лотарингия), департамент Нижний Рейн, округ Агно-Висамбур, кантон Брюмат. До марта 2015 коммуна в составе кантона Брюмат административно входила в состав упразднённого округа Страсбур-Кампань.
Площадь коммуны — 29,54 км², население — 9737 человек (2006) с тенденцией к росту: 10 094 человека (2013), плотность населения — 341,7 чел/км².

## Население
Население коммуны в 2011 году составляло 9976 человек, в 2012 году — 10 072 человека, а в 2013-м — 10 094 человека.
| 1962 | 1968 | 1975 | 1982 | 1990 | 1999 | 2006 | 2008 | 2011 | 2012  | 2013  |
| ---- | ---- | ---- | ---- | ---- | ---- | ---- | ---- | ---- | ----- | ----- |
| 6801 | 7357 | 6888 | 7702 | 8182 | 8930 | 9737 | 9912 | 9976 | 10072 | 10094 |

Динамика населения:

## Экономика
В 2010 году из 6532 человек трудоспособного возраста (от 15 до 64 лет) 4822 были экономически активными, 1710 — неактивными (показатель активности 73,8 %, в 1999 году — 71,0 %). Из 4822 активных трудоспособных жителей работали 4432 человека (2311 мужчин и 2121 женщина), 390 числились безработными (200 мужчин и 190 женщин). Среди 1710 трудоспособных неактивных граждан 524 были учениками либо студентами, 616 — пенсионерами, а ещё 570 — были неактивны в силу других причин.